# GenerationLibre
 (mai 2023).
La mise en forme du texte ne suit pas les recommandations de Wikipédia : il faut le « wikifier ».
Les points d'amélioration suivants sont les cas les plus fréquents. Le détail des points à revoir est peut-être précisé sur la page de discussion.
- Les titres sont pré-formatés par le logiciel. Ils ne sont ni en capitales, ni en gras.
- Le texte ne doit pas être écrit en capitales (les noms de famille non plus), ni en gras, ni en italique, ni en « petit »…
- Le gras n'est utilisé que pour surligner le titre de l'article dans l'introduction, une seule fois.
- L'italique est rarement utilisé : mots en langue étrangère, titres d'œuvres, noms de bateaux, etc.
- Les citations ne sont pas en italique mais en corps de texte normal. Elles sont entourées par des guillemets français : « et ».
- Les listes à puces sont à éviter, des paragraphes rédigés étant largement préférés. Les tableaux sont à réserver à la présentation de données structurées (résultats, etc.).
- Les appels de note de bas de page (petits chiffres en exposant, introduits par l'outil «  Source ») sont à placer entre la fin de phrase et le point final[comme ça].
- Les liens internes (vers d'autres articles de Wikipédia) sont à choisir avec parcimonie. Créez des liens vers des articles approfondissant le sujet. Les termes génériques sans rapport avec le sujet sont à éviter, ainsi que les répétitions de liens vers un même terme.
- Les liens externes sont à placer uniquement dans une section « Liens externes », à la fin de l'article. Ces liens sont à choisir avec parcimonie suivant les règles définies. Si un lien sert de source à l'article, son insertion dans le texte est à faire par les notes de bas de page.
- La présentation des références doit suivre les conventions bibliographiques. Il est recommandé d'utiliser les modèles {{Ouvrage}}, {{Chapitre}}, {{Article}}, {{Lien web}} et/ou {{Bibliographie}}. Le mode d'édition visuel peut mettre en forme automatiquement les références.
- Insérer une infobox (cadre d'informations à droite) n'est pas obligatoire pour parachever la mise en page.

Pour une aide détaillée, merci de consulter Aide:Wikification.
Si vous pensez que ces points ont été résolus, vous pouvez retirer ce bandeau et améliorer la mise en forme d'un autre article.
 (octobre 2024).
Si vous disposez d'ouvrages ou d'articles de référence ou si vous connaissez des sites web de qualité traitant du thème abordé ici, merci de compléter l'article en donnant les références utiles à sa vérifiabilité et en les liant à la section « Notes et références ».

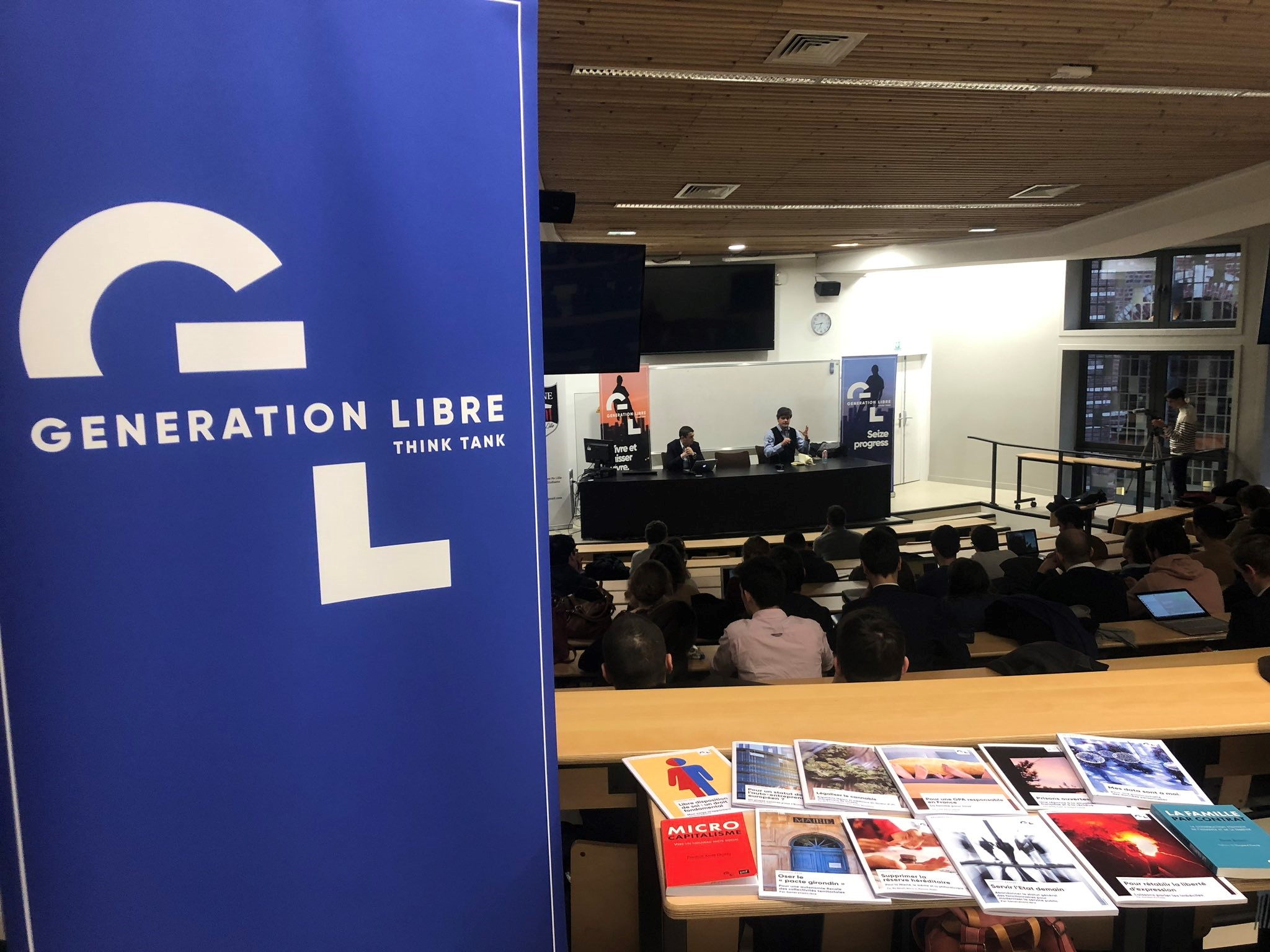
Conférence donnée à Sciences-Po Lille par Gaspard Koenig, fondateur de GenerationLibre, en mai 2019.

GenerationLibre, parfois orthographié Génération Libre et abrégé GL, est un laboratoire d'idées français fondé en 2013 par le philosophe et écrivain Gaspard Koenig. Indépendant de toute formation politique, le laboratoire d'idées affirme « défendre les libertés, toutes les libertés » et « réinventer le libéralisme au XXIe siècle ». Association loi de 1901, il participe au débat public avec la publication de notes et de rapports sur des thèmes variés.

## Présentation

### Positionnement idéologique
Le positionnement idéologique de GenerationLibre se fonde sur un libéralisme à la fois économique, politique et sociétal qui place les droits et libertés de l'individu au cœur des réformes publiques. Dans cette optique, le laboratoire d'idées conçoit des politiques publiques qui se réclament du libéralisme classique.
Considérant les libertés civiles et les libertés économiques comme indissociables, GenerationLibre se défend de s'inscrire dans les clivages partisans avec pour idée centrale que si le libéralisme ne peut s'inscrire dans l'opposition entre gauche et droite, c'est qu'historiquement, il la précède, et que philosophiquement, la liberté ne se découpe pas en morceaux. Ainsi, les conceptions sociétales de GenerationLibre le rapprocheraient du mouvement des "Bleeding Heart Libertarians" ou "Left Libertarians" et ses conceptions économiques d'une partie de la droite libérale.

### Organisation
GenerationLibre est une association loi de 1901 qui repose sur un conseil, un comité scientifique, une équipe permanente ainsi que de nombreux contributeurs occasionnels.
Pour l'année 2019, GenerationLibre disposait d'un budget de 270 000 € provenant exclusivement de dons privés.[réf. nécessaire]

### Objectifs
GenerationLibre affiche l'ambition de réhabiliter le libéralisme, ainsi que de populariser une « solution libérale » dans le débat public. Le laboratoire d'idées publie des notes et des rapports à destination des citoyens, des pouvoirs publics, des acteurs économiques, des milieux universitaires, dans lesquels il défend des politiques publiques visant à « assurer à l'individu les moyens de son autonomie ». Ses travaux prétendent permettre de « vivre et laisser vivre, briser les rentes, et penser le progrès ».

## Activités

### Do tank
GenerationLibre défend ses positions devant la justice. Le laboratoire d'idées a déposé en 2016 un recours en excès de pouvoir contre l’État français devant le Conseil d’État pour demander l'annulation du décret instaurant le fichier des titres électroniques sécurisés. Après le rejet du recours, GenerationLibre a déposé une plainte devant la Commission européenne.
Le laboratoire d'idées met à disposition des outils comme l'Observatoire des libertés confinées qui, depuis mai 2020 « assure un état des lieux actualisé de près de 43 restrictions apportées aux libertés et droits fondamentaux pendant la pandémie de Covid-19 ». Il vise à vérifier que chaque mesure liberticide prise par le gouvernement français pour faire face à la pandémie de Covid-19 ait été levée à l'issue de cette crise.

### Axes de réflexion
GenerationLibre organise ses travaux autour de dix thèmes :
- Éducation : Dans sa note « Révolutionner les frais d’inscription », GenerationLibre propose de s’inspirer du système de frais d’inscription mis en place par l’État américain du Colorado : les étudiants ne payent pas de frais d’inscription dans l’enseignement supérieur, et versent en contrepartie un pourcentage de leur revenu ultérieur pendant une certaine durée[5].
- Entreprises : Cette rubrique rassemble plusieurs publications en faveur de la baisse des aides publiques aux entreprises françaises ainsi que la baisse de leur charge fiscale[6], dont l'objectif serait de réduire les freins à l'innovation et de rendre ces entreprises plus compétitives sur le marché international. GenerationLibre défend également la libre concurrence des échanges et soutient à ce titre la fin de l'oligopole bancaire[7] et du monopole des autoécoles[8].
- Environnement : Dans ses travaux, GenerationLibre tente de montrer qu'il est possible de concilier libéralisme et préservation de l'environnement. Le laboratoire d'idées propose notamment de supprimer les subventions aux énergies fossiles, et d'instaurer un prix carbone au niveau européen[9].
- Europe : GenerationLibre est un laboratoire d'idées pro-européen[10]. Dans l'optique des élections européennes de 2019, le laboratoire d'idées a rassemblé les textes de sept personnalités, journalistes, politiques et universitaires qui évoquent les défis auxquels est confrontée l'Union européenne[11]. Plus généralement, le laboratoire d'idées est favorable à une poursuite de l'intégration européenne, défend la libre-circulation des travailleurs et a réfléchi à la création d'un statut d'auto-entrepreneur européen[12].
- Justice : GenerationLibre souhaite une réforme du système carcéral français qu'il juge trop punitif, et privilégie le développement des prisons ouvertes[13]. Cette réforme a fait l'objet d'échanges avec Yaël Braun-Pivet et d'une question au gouvernement de Pierre Morel-À-L'Huissier.
- Numérique : GenerationLibre défend le développement des outils numériques et encourage la France à engager une politique de robotisation de sa production[14]. Parallèlement, le think tank propose la patrimonialité des données numériques pour protéger l'individu face aux entreprises du numérique[15].
- Réforme de l'État : GenerationLibre a formulé un certain nombre de propositions qui visent à responsabiliser les citoyens face à un État qui les infantiliserait. Le laboratoire d'idées se présente comme très décentralisateur. À ce titre, il propose que les collectivités territoriales puissent acquérir leur autonomie fiscale, et qu'elles aient également la possibilité de s'autosaisir des compétences de leur choix. Le think tank défend une simplification du droit[16], l'abandon du statut général des fonctionnaires[17], et la mise en place d'une consultation budgétaire citoyenne intégrée à la procédure budgétaire. Lors de la déclaration de ses revenus, le contribuable pourrait donner un avis sur la façon dont se répartit le budget de l’État.
- Social : GenerationLibre soutient l'idée de protéger l'individu plutôt que le statut. Dans cette logique, le think tank propose de remplacer les allocations familiales actuelles par un forfait unique par enfant, ou encore d'instaurer un revenu universel[18],[19],[20].
- Société : En faveur d'une société plus libre, GenerationLibre défend la liberté d'expression, la libre disposition de soi[21], qui comprend notamment la légalisation de la gestation pour autrui[22] ou de l'euthanasie[23], et la légalisation du cannabis[24]. GenerationLibre milite également pour la suppression de la réserve héréditaire[25].
- Travail : GenerationLibre propose de redéfinir le contrat de travail[26], en substituant à la notion de subordination juridique, celle de coopération. Pour le think tank, le Code du travail doit être modernisé pour adapter le droit aux transformations du marché du travail, sur la base du constat que ce n'est plus le lien hiérarchique qui prévaut entre le salarié et l'employeur, mais une relation de coopération dans une trajectoire de formation de l'individu tout au long de son parcours professionnel.

### Propositions phares

#### LIBER, un revenu de liberté pour tous
La proposition pour laquelle le think tank est le plus mentionné dans les médias demeure celle du revenu minimal d'existence LIBER, un revenu de liberté pour tous, qui s'appuie sur les travaux universitaires de Marc de Basquiat, président de l'Association pour l'instauration d'un revenu d'existence, et qui a fait l'objet de deux essais en collaboration avec Gaspard Koenig.
La mise en place d'un revenu universel remplacerait l'ensemble des allocations comme le RSA, la prime pour l'emploi, les allocations familiales, ou encore les exonérations fiscales sur les revenus du patrimoine. Il serait versé à l'ensemble de la population sans conditions de ressources. Selon les auteurs, le revenu universel est destiné à assurer à chaque personne son autonomie de subsistance, "rendant les citoyens responsables de leurs propres choix (chacun étant libre de dépenser comme il l'entend son impôt négatif)".
Cette transformation impliquerait dans un même mouvement une réforme fiscale structurelle. La LIBERtaxe remplacerait l'impôt sur le revenu, la contribution sociale généralisée et l'impôt sur les sociétés.
Cette proposition a connu un fort retentissement médiatique tant à travers la presse écrite (Le Monde, Le Figaro, Atlantico, L'Opinion) qu'à travers des médias audiovisuels (RMC, BFM.TV , ARTE). Du côté des décideurs politiques, elle fut notamment défendue au cours de la primaire de la droite et du centre par Nathalie Kosciusko-Morizet. Gaspard Koenig a été auditionné au Sénat pour défendre la proposition du think tank. Enfin, cette proposition a été mentionnée dans le rapport fait au nom de la commission des affaires sociales sur la proposition de loi d'expérimentation territoriale visant à instaurer un revenu de base par Hervé Saulignac, député apparenté PS.
Plus récemment, la crise du coronavirus a relancé les débats autour de l'instauration d'un revenu universel qui fonctionnerait comme un « filet de sécurité ». Le 4 mai 2020, GenerationLibre a publié dans l'Obs un appel au gouvernement et initié une pétition sur Change.org en faveur d'un « socle citoyen » directement inspiré du revenu universel défendu depuis 2014. À l'initiative de Valérie Petit, députée apparentée LREM du Nord, Gaspard Koenig et Marc de Basquiat, la tribune a recueilli le soutien de plus de quarante parlementaires ainsi que de divers élus politiques, chefs d'entreprises, universitaires, journalistes et responsables associatifs.

#### La patrimonialité des données numériques
GenerationLibre milite pour la protection de la vie privée dans le domaine du numérique. Quatre experts rassemblés au sein du Collectif DATA, Isabelle Landreau, Nicolas Binctin, Gérard Peliks, Virginie Pez-Pérard, puis Pierre Bentata et Lucas Leger dans une seconde note, ont travaillé sur la patrimonialité des données numériques.
Le think tank propose d'introduire un droit de propriété sur les données personnelles afin de rendre l'individu juridiquement propriétaire de ses données personnelles. L’individu aurait alors le choix entre garder, vendre, donner voire louer ses données personnelles. Cette mesure aurait pour but de protéger les utilisateurs des plateformes numériques. L’introduction de ce système de prix aurait également les avantages, selon les auteurs de ces rapports, de "protéger la confidentialité des internautes tout en promouvant la concurrence dans un véritable marché."
Cette proposition a été reprise dans le programme des élections européennes de l’UDI. Elle a également fait l’objet d’un appui de Bruno Retailleau, de l’intérêt de Virginie Calmes, du dépôt d’un amendement par Bruno Bonnell en 2018, de rencontres à Paris et à Bruxelles avec des députés européens ainsi qu’avec des conseillers d’Emmanuel Macron. Le think tank a été mentionné dans le rapport d'information déposé à l'Assemblée nationale par la mission d'informatique commune sur l'identité numérique.
Enfin, cette mesure a été défendue par Andrew Yang lors des primaires du Parti démocrate de 2020 pour l'élection présidentielle américaine.

#### Le pouvoir aux communes
GenerationLibre défend, en s'appuyant sur les travaux de Raul Magni-Berton, professeur de science politique à l'institut d'études politiques de Grenoble, une nouvelle vague de décentralisation en France qui donnerait aux collectivités territoriales une autonomie effective. Le principe est de permettre aux collectivités territoriales, prioritairement aux communes, de s'autosaisir des compétences de leur choix selon le principe de « subsidiarité ascendante ».

## Distinctions
GenerationLibre est présent dans deux catégories du classement international du Global Go To Think Tank de l'Université de Pennsylvanie en 2019 : "2019 Top Think Tanks in Western Europe" et "2019 Top Think Tanks with Annual Operating Budgets of Less Than $5 Million USD".

## Critiques
Dans un article du Monde de 2013, Marc Roche déclare que la création de GenerationLibre allait « à contre-courant » de son temps[précision nécessaire].
Dans un article de 2017, le journal L'Humanité qualifie GenerationLibre de « think tank de la loufoquerie ».

## Liens avec d'autres associations
Dans les années 2010, la branche française de Students for Liberty investit notamment GenerationLibre.